# هنری سوئین‌برن
هنری سوئین‌برن (انگلیسی: Henry Swinburne؛ ‏ ۱۵۵۱–۱۶۲۴) دانش‌پژوه و وکیل قوانین کلیسایی اهل انگلستان بود.
وی در آغاز به‌عنوان کارمند در یک دادگاه کلیسایی کار می‌کرد و سپس از سال ۱۵۷۶ تا ۱۵۸۰ در دانشگاه آکسفورد تحصیل کرد و با مدرک لیسانس حقوق سنتی مدنی (BCL) فارغ‌التحصیل شد. او پس از فراغت از تحصیل، به شغل وکالت در دادگاهی در یورک روی آورد و به‌عنوان یک حقوق‌دان و وکیل مذهبی کلیسایی، مشغول به کار شد. هنری سوئین‌برن علاوه بر وکالت، سمت‌های مختلف اداری و قضایی داشت. او در سال ۱۶۲۴ درگذشت.
سوئین‌برن بیشتر به خاطر دو رساله حقوقی خود به‌ویژه «رسالهٔ مختصر وصیت‌نامه» شناخته شده‌است که تا ۲۰۰ سال پس از مرگش به عنوان یک کتاب مرجع استاندارد در حقوق خانواده استفاده می‌شد و تنها تا سال ۱۸۰۳ میلادی، هفت بار بازنگری و بازنشر شد. سوینبرن اولین نویسنده حقوق کلیسایی بود که به زبان انگلیسی می‌نوشت.